# Eremias nikolskii
Eremias nikolskii este o specie de șopârle din genul Eremias, familia Lacertidae, ordinul Squamata, descrisă de Nikolsky 1905. Conform Catalogue of Life specia Eremias nikolskii nu are subspecii cunoscute.